# Huso fulvescens
El esturión de lago (Huso fulvescens) es una especie de pez acipenseriforme de la familia Acipenseridae, de agua dulce, de las zonas templadas de América del Norte, y forma parte de una de las 20 especies pertenecientes a la familia de los esturiones. Al igual que los esturiones, esta especie es uno de los eslabones evolutivos más antiguos, con una parte del esqueleto cartilaginoso y su piel con hileras de placas óseas. Para alimentarse, este pez utiliza su alargado hocico en forma de espada para agitar la arena y el limo en los lechos de los ríos y lagos. Los bigotes que rodean la boca, por lo general cuatro, son meramente un órgano sensorial para ayudarle a encontrar su alimento. El esturión del lago puede llegar a pesar más de 100 kilogramos y a tener una longitud de 2 metros durante su larga vida, que puede llegar a los 100 años de edad.
Generalmente alcanzan la madurez sexual durante la tercera década de vida.
El esturión del lago tiene paladar y alrededor de la boca unos labios similares a los del barbo y  los extiende para aspirar suavemente alimento vivo entre el lodo. Debido a su falta de dientes, traga los alimentos enteros. Su dieta está constituida por insectos, larvas, gusanos, sanguijuelas, peces pequeños y otros organismos pequeños, principalmente metazoos que se encuentran en el barro.

## La sobreexplotación
Antiguamente su aceite se utilizaba para alimentar los barcos de vapor. Es también un valioso manjar para la cocina gourmet por su codiciado caviar y por la “cola de pescado”. 
Como la mayoría de los esturiones, el esturión del lago es bastante poco común ahora, y está protegido en muchas áreas. Ha sido sobre explotado para sus diferentes productos, y ha sucumbido a la contaminación y la pérdida de vías migratorias. Es vulnerable a la disminución de la población debido a la sobre pesca, ya que su ciclo reproductivo es muy lento. La mayoría de los individuos capturados antes de los veinte años de edad nunca se han reproducido y las hembras desovan sólo una vez cada cuatro o cinco años. La recolección específica de hembras reproductoras en su madurez,  para la recolección del caviar, también es muy perjudicial para el tamaño de la población. El esturión de lago, que una vez fue una especie muy abundante en los Grandes Lagos, que era capturado y descartado por los pescadores, que buscaban otras especies, ahora raramente es visto. A diferencia de las generaciones anteriores, hoy muy pocos ejemplares llegan a la vejez o a desarrollar su tamaño máximo.

## Su pesca hoy en día

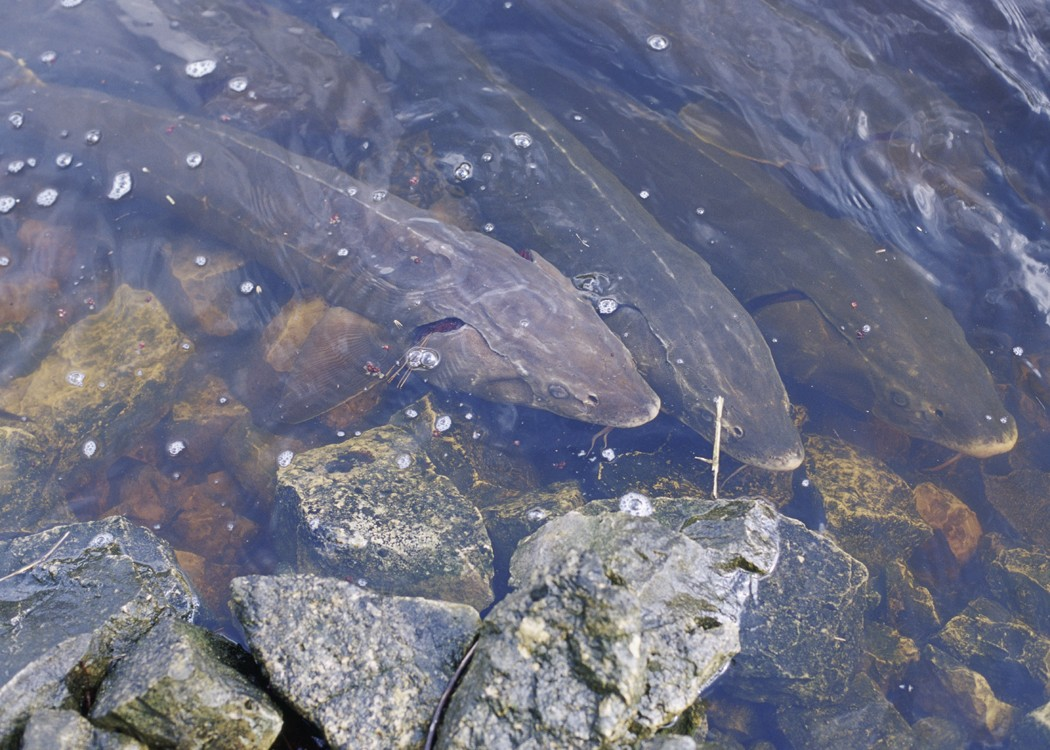
Esturión de lago.

Hoy en día, existen temporadas de pesca limitadas de esturión, y se permite sólo en  pocas áreas incluyendo algunos lugares en Minnesota, Wisconsin y Míchigan. La pesca de esturión se permite por ejemplo, en  Black Lake  (Míchigan); pero se limita tan solo a cinco ejemplares por año, cada uno de más de 91 cm y solo puede ser cazado a través del hielo con lanzas. Unos 25 pescadores son elegidos por sorteo cada día y se da una indicación cuando se han cogido un pez. Cuando cinco banderas se han plantado en el hielo la temporada se cierra hasta el próximo año. Algunas temporadas de pesca han durado tan solo unas horas. 
Los pescadores en Minnesota tienen la oportunidad de pescar un esturión de lago por año, cuando las lluvias anuales llegan a los 1100 mm sobre los ríos y lagos de los bosques en la frontera canadiense. El comienzo de la temporada se extiende desde el 24 de abril hasta el 7 de mayo de cada año, con un posible retraso para el 1 de julio al 30 de septiembre. Los pescadores deben tener una licencia válida de pesca de Minnesota y comprar una etiqueta especial para la pesca del esturión de lago.
También hay una temporada anual de cacería de esturiones en Lago Winnebago en Wisconsin. Esta temporada antes era de 16 días de duración; pero ahora cierra cuando se cumple el  cupo máximo permitido de ejemplares cazados. Sin embargo, si la temporada aún no cumple su cuota y se vencen los 16 días puede extenderse el plazo hasta las 12:30 horas del día siguiente. Si el 100% (o más) de la cuota se alcanza antes de los 16 días, el Departamento de Recursos Naturales aplica una regla de paro de emergencia, que pone fin a la temporada de casa de ese día  a las  12:30 horas. Protegiendo así este valioso recurso. Para pescar estos ejemplares los pescadores miran  por un agujero que se corta en el hielo con motosierras durante 6 hora al día. Y el total de los agujeros no deben superar los 4.5 m². Solo se pueden cazar esturiones de más de 91 cm.
El esturión más grande atrapado,  del que se tiene registros, ocurrió en el Lago Winnebago, con un peso de 188 libras, capturado por el Sr. Dave Piechowski en 2004
Este esturión también se encuentra en el río San Lorenzo en Quebec pero en peligro de extinción.

## Galería

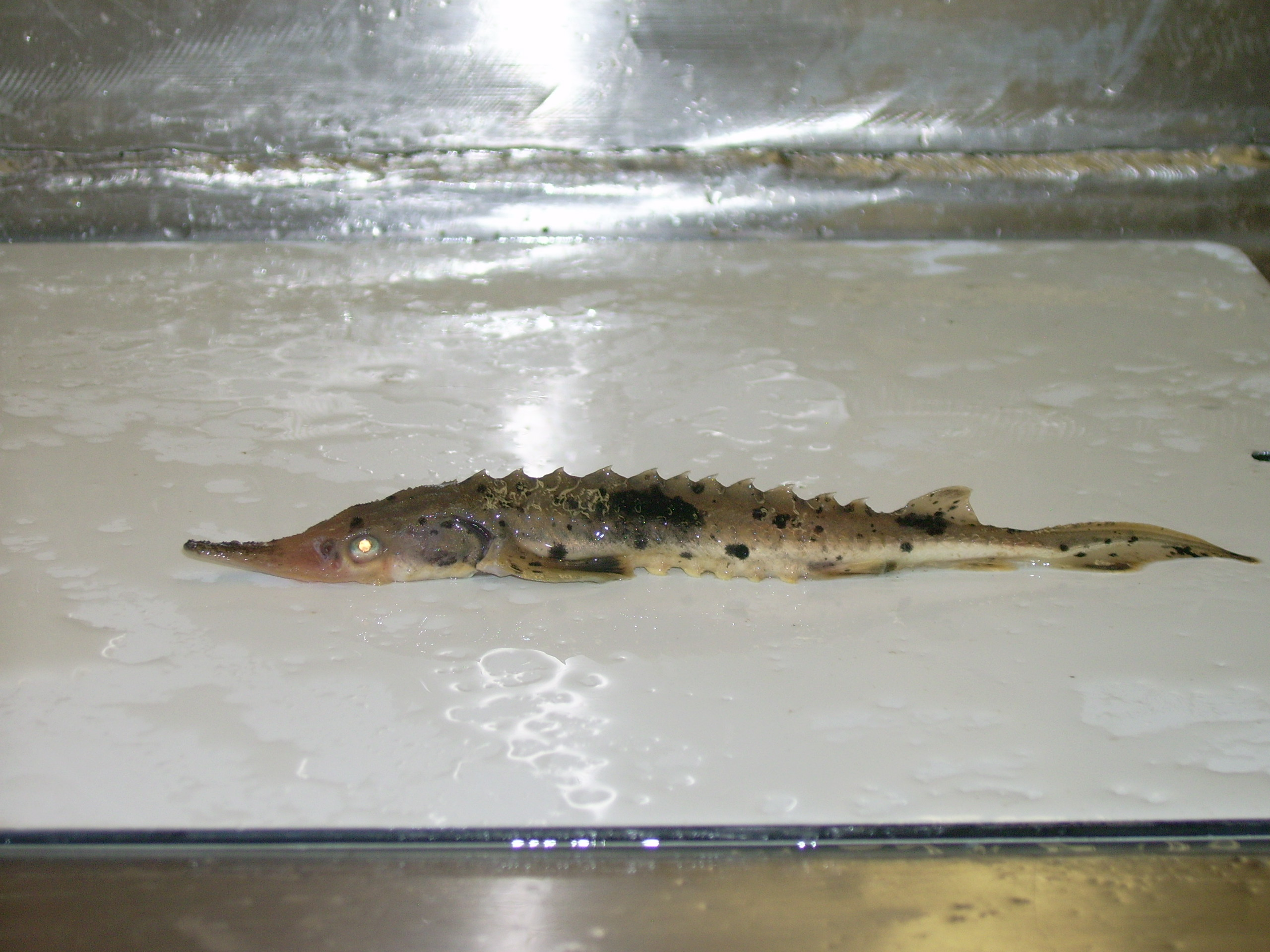
Juvenil Goulais Bay, Lago Superior
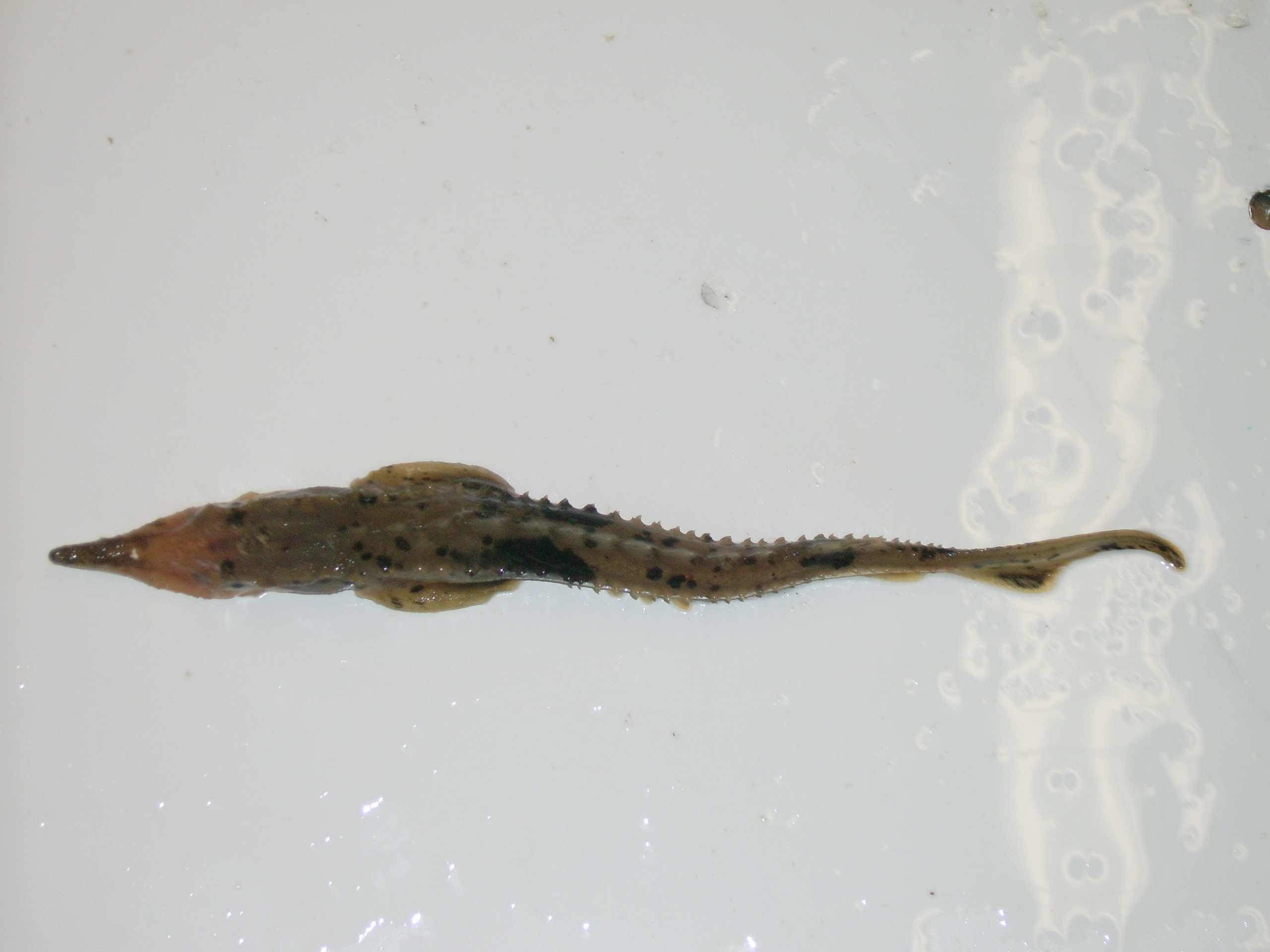
Juvenil Goulais Bay, Lago Superior